# Un vrai selfie
Un vrai selfie est une émission de téléréalité canadienne adaptée d'un concept norvégien (True Selfie) présentant le quotidien de jeunes affectés par des troubles psychologiques ainsi que leur thérapie. Elle est diffusée à partir du 19 septembre 2018 sur Unis TV.

## Synopsis
Chaque saison présente huit jeunes entre 18 et 28 ans ayant des troubles de santé mentale. Ils proviennent tous de différentes villes à travers le Canada et de différents milieux socio-économiques. À travers une série de vidéo qu'ils captent eux-mêmes au quotidien ainsi que des séances de thérapie de groupe filmées, ils partagent sans filtre leur expérience de vie avec un trouble psychologique, les problématiques, les défis qu'ils rencontrent, leurs espoirs et leurs émotions du moment. Grâce aux séances de psychothérapie dirigée par un psychologue et à leur démarche, ils essaient d'améliorer leur qualité de vie et de démystifier les tabous entourant les enjeux de santé mentale.
La série aborde les problématiques liées à plusieurs troubles mentaux : anxiété, troubles obsessifs compulsifs, dépression, toxicomanie, personnalités borderline, troubles alimentaires, émétophobie, hypocondrie et quelques autres. Grâce aux conseils du psychologue et du support de leur groupe, ils améliorent leurs conditions au fil des 10 semaines de l'expérience.
L'élaboration de l'émission s'est faite en suivant le protocole du code de déontologie des psychologues. Elle capte des moments d'un processus réel de psychothérapie plutôt que de mettre en scène des interventions scriptées d'un thérapeute.